# باربرا ستيفنز
باربرا ستيفنز (بالإنجليزية: Barbara Stevens) هي مدربة كرة سلة أمريكية، ولدت في 20 سبتمبر 1954 في ساوثبريدج في الولايات المتحدة.

## روابط خارجية
- باربرا ستيفنز على موقع قاعة مشاهير كرة السلة للسيدات (الإنجليزية)
- باربرا ستيفنز على موقع كلية كرة السلة في سبورتس رفرنس.كوم (الإنجليزية)